# Miloš I da Sérvia
O Príncipe Miloš Obrenović I da Sérvia (em sérvio: Милош Обреновић I; romaniz.: Miloš Obrenović I; Gornja Dobrinja; 18 de março de 1780 – Belgrado; 26 de setembro de 1860) também conhecido como Miloš o Grande, foi um monarca Sérvio da Casa Obrenović.

## Vida
Príncipe da Sérvia de 1815 a 1839, e novamente de 1858 a 1860. Participou da primeira revolta sérvia, liderou os sérvios na segunda revolta sérvia e fundou a Casa de Obrenović. Sob seu governo, a Sérvia tornou-se um principado autônomo dentro do Império Otomano. O príncipe Miloš governou autocraticamente, recusando-se consistentemente a compartilhar o poder, o que gerou forte oposição doméstica. Durante seu governo, Miloš I comprou várias propriedades e navios de turcos otomanos e também se tornou um comerciante proeminente. Embora vindo de origens humildes, ele acabou se tornando o homem mais rico da Sérvia e um dos mais ricos dos Balcãs, com propriedades em Viena, Sérvia e Valáquia.